# Michael Hasani
Ya'akov-Michael Hasani (Hebreeuws: יעקב-מיכאל חזני) geboren als Ya'akov Kantrovich Hebreeuws: יַעֲקֹב-מִיכָאֵל קַנְטרוֹביץ`), (Będzin (Russisch Polen), 12 juni 1913 - 2 juli 1975) was een Israëlische rabbijn en politicus die verscheidene jaren dienstdeed als minister van Welzijn (Sociale Zaken).

## Biografie
Geboren in Silezië, studeerde hij aan een jesjiva en werd gecertificeerd als rabbijn. Hij maakte zijn alia in 1932 en werd lid van de Hagana.
In 1951 werd hij verkozen tot de Knesset, voor de partij Hapoel Hamizrahi. Hij werd herverkozen in 1955, 1959 (sindsdien maakte hij deel uit van de Nationaal-Religieuze Partij), 1961, 1965 en 1969. In december 1969 werd hij viceminister van Onderwijs en Cultuur, dit tot en met 1 september 1970 waarna hij minister van Welzijn werd. Hij bleef minister tot na de verkiezingen van 1973. Hij behield zijn zetel, maar verliet het kabinet op 4 april 1974. Hij kwam terug als minister van Welzijn in oktober 1974 en behield deze positie tot aan zijn overlijden op 2 juli 1975.